# New Blaine
New Blaine est une census-designated place du comté de Logan, dans l’État américain de l'Arkansas.